# José Luis Vara
José Luis Vara Olveira, deportivamente conocido como José Luis (Esteiro,5 de octubre de 1958 - La Coruña, 23 de abril de 2009) fue un jugador y entrenador de fútbol español. Jugó 9 temporadas con el Deportivo de la Coruña y debutó en primera división con el Real Betis.

## Trayectoria
Fue jugador durante nueve temporadas del Deportivo de La Coruña, en 1987 fichó por el Betis, donde jugó tres temporadas, debutando en primera división, siendo el máximo goleador del equipo en la temporada 1987/88, también jugó en el Orihuela y Granada C.F., antes de comenzar su carrera como entrenador en diversos equipos de la Regional Preferente y Tercera división gallega.
En el año 2006 fue fichado como entrenador del Racing de Ferrol por Isidro Silveira en sustitución de Juan Veiga hasta el final de la temporada 2005-2006 para tratar de sacar al equipo de los puestos de descenso a Segunda B que ocupaba, pero no lo consiguió y fue sustituido por Manolo García en la pretemporada de la liga 2006-2007. Vara había llegado al Racing procedente del Laracha, equipo del Grupo I de Tercera división, al que había dejado en puestos de promoción a Segunda división B, pero en el Racing no tuvo el mismo éxito. La temporada 2007/08 se hizo cargo del Centro Cultural y Deportivo Cerceda, que militaba en la tercera división gallega. Allí se  retiró de los banquillos por motivos de salud. Falleció a los 50 años víctima de una larga enfermedad.

## Palmarés

### Distinciones individuales
| Distinción                          | Año  |
| ----------------------------------- | ---- |
| Trofeo Pichichi de Segunda División | 1983 |